# Little Women (filme)
Little Women (prt: Mulherzinhas; bra: Adoráveis Mulheres) é um filme dramático estadunidense de 2019 escrito e realizado por Greta Gerwig. É a sétima adaptação cinematográfica do romance de 1868 com o mesmo nome de Louisa May Alcott. Faz a crónica das vidas das irmãs March — Jo, Meg, Amy, e Beth — em Concord, Massachusetts, durante o século XIX. É protagonizado por um elenco composto por Saoirse Ronan, Emma Watson, Florence Pugh, Eliza Scanlen, Laura Dern, Timothée Chalamet, Meryl Streep, Tracy Letts, Bob Odenkirk, James Norton, Louis Garrel e Chris Cooper.
A Sony Pictures iniciou a produção do filme em 2013, com a participação de Amy Pascal para o produzir em 2015, e Gerwig contratada para escrever o seu guião no ano seguinte. Usando os outros escritos de Alcott como inspiração, Gerwig escreveu o guião em 2018. Foi nomeado realizador nesse mesmo ano, sendo assim o segundo filme que dirigiu exclusivamente. As filmagens ocorreram de outubro a dezembro de 2018 no estado de Massachusetts, tendo a edição começado no dia seguinte do término das filmagens.
Little Women estreou no Museu de Arte Moderna de Nova Iorque em 7 de dezembro de 2019, e foi lançado nos cinemas dos Estados Unidos em 25 de dezembro de 2019, pela Sony Pictures Releasing. O filme foi aclamado pela crítica, com particular elogio ao argumento e direção de Gerwig, bem como às atuações do elenco, rendendo 218 milhões de dólares globalmente. Entre os seus numerosos prémios, o filme recebeu seis nomeações para o Óscar, incluindo Melhor Filme, Melhor Atriz (Ronan), Melhor Atriz Secundária (Pugh), e Melhor Roteiro Adaptado, e ganhou para Melhor Figurino. Ganhou também cinco nomeações para o British Academy Film Awards, com uma vitória para Melhor Figurino, e duas nomeações para os Prémios Globo de Ouro.

## Enredo
Em 1868, Jo March, uma professora em Nova Iorque, vai ter com o Sr. Dashwood, um editor que concorda em publicar uma história que ela escreveu. A sua irmã mais nova, Amy, que está em Paris com a sua tia March, participa numa festa com a sua amiga de infância e vizinha, Laurie. Amy fica zangada com o comportamento bêbado de Laurie, levando-o a ridicularizá-la por passar tempo com o rico homem de negócios Fred Vaughn. Em Nova Iorque, Jo fica magoada quando Friedrich Bhaer, um professor apaixonado por ela, critica construtivamente a sua escrita, levando-a a acabar a amizade que tinham. Após saber através de uma carta que a doença da sua irmã mais nova Beth piorou, Jo regressa a Concord, Massachusetts.
Numa festa com a sua irmã mais velha, Meg, sete anos antes, Jo faz-se amiga de Laurie. Na manhã de Natal, a mãe das mulheres, "Marmee", convence-as a dar o seu pequeno-almoço à sua pobre vizinha Sra. Hummel e aos seus filhos esfomeados. Após regressarem a casa, encontram uma mesa cheia de comida que lhes foi dada pelo vizinho e avô de Laurie, o Sr. Laurence. Marmee lê então uma carta do seu pai que luta na Guerra Civil Americana. Jo visita regularmente a tia March para ler para ela, esperando que a tia March a convidasse para a Europa.
Quando Meg, Jo, Laurie, e John — o tutor de Laurie e o eventual marido de Meg — vão ao teatro, a Amy, ciumenta, queima os escritos de Jo. Na manhã seguinte, Amy, procurando fazer as pazes com uma Jo perturbada, persegue-a e a Laurie até um lago onde as duas patinam. Salvam Amy depois de ela cair através do gelo. O Sr. Laurence nota o comportamento calmo de Beth e convida-a a tocar o piano da sua falecida filha, na sua casa. Meg senta-se com John, no presente, após comprar um tecido caro que eles não podiam pagar, durante o qual ela expressa a sua infelicidade por ser pobre. Laurie visita Amy para pedir desculpa pelo seu comportamento e exorta-a a não casar com Fred, mas sim a casar com John. Embora apaixonada por Laurie, Amy recusa-se, chateada por estar sempre a seguir a Jo. Apesar disso, ela rejeita a proposta de Fred.
Marmee revela que Amy está de regresso da Europa com uma tia March doente, no presente. Jo interroga-se se ela foi demasiado precipitada a recusar Laurie e escreve-lhe uma carta. Preparando-se para partir, Amy diz a Laurie que recusou a proposta de Fred; elas beijam-se e depois casam-se na viagem de regresso a casa. Jo e Laurie concordam em ser apenas amigas, após o qual descarta a carta que lhe escreveu. Jo começa a escrever um romance baseado na vida dela e das suas irmãs e envia os primeiros capítulos a um Sr. Dashwood, que não fica impressionado. Bhaer surpreende Jo ao aparecer na casa de March, enquanto estava a caminho da Califórnia.
Em Nova Iorque, Mr. Dashwood concorda em publicar o romance de Jo depois das suas filhas exigirem-lhe saberem como acaba, mas ele recusa-se a aceitar o protagonista que permanece solteiro no final. Para o apaziguar, Jo termina o seu romance com a protagonista, ela própria, impedindo Bhaer de partir para a Califórnia. Ela negoceia com sucesso os direitos de autor e royalties com o Sr. Dashwood. Após a morte da tia March, Jo herda a sua casa e abre-a como uma escola, onde Meg, Amy, e Bhaer ensinam. Jo observa a impressão do seu romance, intitulado "Little Women".

## Elenco
- Saoirse Ronan como Josephine "Jo" March
- Emma Watson como Margaret "Meg" March
- Florence Pugh como Amy March
- Eliza Scanlen como Elizabeth "Beth" March
- Laura Dern como Marmee March
- Timothée Chalamet como Theodore "Laurie" Laurence
- Meryl Streep como Tia March
- Tracy Letts como Mr. Dashwood
- Bob Odenkirk como Padre March
- James Norton como John Brooke
- Louis Garrel como Friedrich Bhaer
- Chris Cooper como Sr. Laurence
- Jayne Houdyshell como Hannah
- Rafael Silva como amigo de Friedrich
- Dash Barber como Fred Vaughn
- Hadley Robinson como Sallie Gardiner Moffat
- Abby Quinn como Annie Moffat
- Maryann Plunkett como a Sra. Kirke
- Edward Fletcher como criado do Sr. Laurence
- Sasha Frolova como Sra. Hummel

## Produção

### Desenvolvimento e audição
Em outubro de 2013, foi anunciada uma nova adaptação cinematográfica do romance Little Women de Louisa May Alcott desenvolvida pela Sony Pictures, com Olivia Milch a escrever o enredo, e Robin Swicord e Denise Di Novi a servirem como produtores. Em março de 2015, Amy Pascal juntou-se como produtora na nova adaptação, tendo Sarah Polley sido contratada para escrever o guião e potencialmente dirigir. Em última análise, o envolvimento de Polley nunca foi além das discussões iniciais. Em agosto de 2016, Greta Gerwig foi contratada para escrever o guião. Em junho de 2018, Gerwig foi anunciada como realizadora do filme, para além de ser a sua argumentista. Ela ouvira falar dos planos da Sony para adaptar o livro em 2015 e instou o seu agente a pô-la em contacto com o estúdio, admitindo que embora ela "não estivesse na lista de ninguém para dirigir este filme", era algo que ela aspirava fazer, citando como o livro a inspirou a tornar-se escritora e realizadora. Pascal descreveu o tom de Gerwig como "a ambição e os sonhos que se tem quando se é menina" e como eles "são arrancados de si à medida que cresce", bem como "o comércio e a arte e o que temos de fazer para tornar as coisas comerciais". Para além de ter sido o primeiro filme de estúdio que Gerwig dirigiu, Little Women foi o seu segundo trabalho de realização a solo.
Foi também anunciado em junho de 2018 que Meryl Streep, Emma Stone, Saoirse Ronan, Timothée Chalamet, e Florence Pugh se juntaram ao elenco do filme em papéis não revelados. Gerwig tinha anteriormente trabalhado com Ronan e Chalamet no seu filme de estreia de direção a solo, Lady Bird, enquanto ela procurava fazer Pugh integrar o elenco após ver a sua atuação no filme Lady Macbeth. Eliza Scanlen, que Gerwig viu protagonizar na minissérie de televisão Sharp Objects, juntou-se ao elenco no mês seguinte. James Norton e Laura Dern juntaram-se ao elenco em agosto. Nesse mesmo mês, Emma Watson juntou-se ao elenco, substituindo Stone, que teve de desistir devido a conflitos de agenda, pela promoção de The Favourite. Em setembro, Louis Garrel, Bob Odenkirk, e Chris Cooper juntaram-se ao elenco com papéis de suporte. New Regency Pictures foi anunciado como um financiador adicional no filme em outubro.

### Redação
Gerwig começou a escrever o guião durante uma viagem a Big Sur, Califórnia, pouco depois dos Prémios Óscar de 2018, utilizando as cartas e diários de Alcott, bem como "pinturas de jovens mulheres do século XIX" como inspiração. Ela tinha escrito "três ou quatro rascunhos" antes da produção de Lady Bird. Inspirou-se também nas outras histórias de Alcott para os diálogos. Gerwig escreveu muitas linhas sobrepostas de diálogo que seriam "lidas umas em cima das outras". Além disso, declarou que um monólogo no filme foi inspirado por uma conversa que teve com Streep sobre "os desafios que as mulheres enfrentaram na década de 1860". Para "focar o filme [as suas personagens] como adultos", Gerwig incorporou uma linha temporal não linear. O final difere do do romance ao retratar "os prazeres de um romance dentro de uma história sobre Alcott realizando as suas ambições artísticas", que Gerwig acreditava honrar a verdadeira visão de Alcott dado que Alcott tinha de "satisfazer as expectativas narrativas da época".

### Conceção do vestuário
O filme exigiu "cerca de 75 fatos de período principal", cada um dos quais levou "cerca de 40 horas" a criar. A figurinista, Jacqueline Durran, combinou "um espírito da indumentária livre" e "a tradicional rigidez vitoriana" na confeção das personagens. Querendo fazer "roupas vintage parecer cobiçáveis para o espetador moderno", ela emparelhou "sonetas de lã" com "saias em xadrez pré-preparadas", "bonés longos de carmesim", e "boinas jeitosas". Ela distinguiu os guarda-roupas da infância e da idade adulta das personagens, tendo em mente "a lógica interna de cada um" e mantendo "a ligação entre os dois", sendo a cada personagem atribuída uma "cor central", incluindo vermelho para Jo, verde e lavanda para Meg, castanho e rosa para Beth, e azul-claro para Amy. Ela também teve as personagens a partilhar e reutilizar as mesmas peças de guarda-roupa para reforçar as suas relações uma com a outra. Para além do estilo Jo em "vestidos de algodão folgado", bem como "saias lisas e lisas", Durran incorporou "referências modernas" e utilizou "um jovem Bob Dylan", a subcultura Teddy Boy, e a pintura do artista francês James Tissot The Circle of the Rue Royale como inspiração para o estilo de Laurie. Ela também modelou um dos olhares de Jo na pintura High Tide de 1870 de Winslow Homer.

### Filmagem e edição

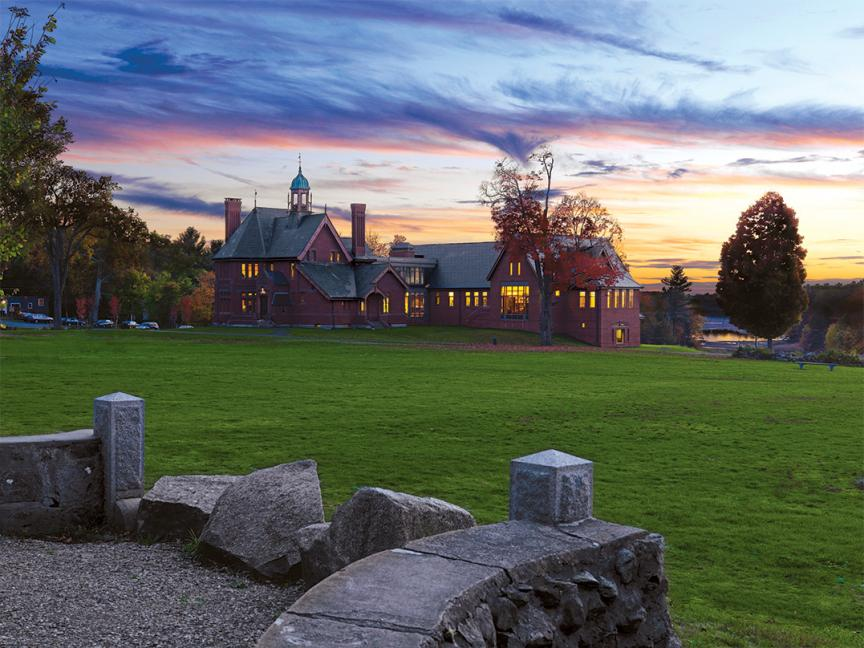
As filmagens tiveram lugar principalmente em Harvard, Massachusetts.

O elenco, com excepção de Pugh devido aos seus compromissos de filmagem com Midsommar, começou os ensaios para o filme duas semanas antes das filmagens. A filmagem principal começou em Boston, em outubro de 2018, com Harvard, Massachusetts, a servir de local principal. Outras localizações incluem Lancaster, Universidade de Harvard em Cambridge, Crane Beach em Ipswich, e Concord — todas no estado de Massachusetts. O museu Shaker, nas Fruitlands de Harvard, uma propriedade em que Alcott e a sua família tinham residido em tempos, foi utilizada como a localização da casa de Meg e John. A casa da família March foi construída de raiz num terreno em Concord; a designer de produção Jess Gonchor pretendia que o exterior exalasse "uma velha caixa de joias desgastada que encontrou na gaveta da sua avó", enquanto comparava o interior a "um belo labirinto, fluxo e atividade sem fim". O Arnold Arboretum da Universidade de Harvard foi utilizado para filmar uma cena ambientada num parque do século XIX em Paris com Pugh, Chalamet, e Streep. Castle Hill em Ipswich foi também utilizado para rodar a dobrar para cenas europeias.
Gerwig descobriu que ela estava grávida durante a produção e manteve-a privada durante todo o tempo. Impôs uma proibição de telemóveis no set durante as filmagens. O cinegrafista Yorick Le Saux filmou o filme no formato de 35 mm. Depois de a filmagem principal ter sido concluída a 16 de dezembro de 2018, Gerwig começou a editar o filme juntamente com o editor Nick Houy no dia seguinte e mais tarde exibiu-o para executivos da Sony Pictures em Nova Iorque a 10 de março de 2019, três dias antes de dar à luz o seu filho.

## Música
O compositor francês Alexandre Desplat compôs a partitura. Gerwig era fã da partitura de Desplat para o filme Birth e ambicionava trabalhar com ele, enquanto ele "amava" Lady Bird. Desplat disse numa entrevista que Gerwig especificou que ela gostaria que a música fosse "uma mistura de um encontro entre Mozart e Bowie", com ela a dizer mais tarde que o alistara pelas qualidades "bela, mas não sacarina" e "exigente" da sua música. Empregou uma orquestra que incluía um piano, harpa, flauta, clarinete, e celesta. A partitura foi lançada a 13 de dezembro de 2019.

### Lista de faixas
Lista de faixas adaptada de Tidal.
| N.º            | Título                      | Duração |  |
| 1.             | "Little Women"              | 3:12    |  |
| 2.             | "Plumfield"                 | 3:38    |  |
| 3.             | "The Beach"                 | 2:48    |  |
| 4.             | "Christmas Morning"         | 2:53    |  |
| 5.             | "Dance on the Porch"        | 1:07    |  |
| 6.             | "Ice Skating"               | 2:13    |  |
| 7.             | "The Book"                  | 3:36    |  |
| 8.             | "Father Comes Home"         | 3:18    |  |
| 9.             | "Christmas Breakfast"       | 2:33    |  |
| 10.            | "Amy"                       | 1:25    |  |
| 11.            | "Friedrich Dances with Jo"  | 1:34    |  |
| 12.            | "Telegram"                  | 1:49    |  |
| 13.            | "Theatre in the Attic"      | 2:27    |  |
| 14.            | "Laurie Kisses Amy"         | 1:23    |  |
| 15.            | "Friedrich"                 | 1:32    |  |
| 16.            | "Laurie and Jo on the Hill" | 1:01    |  |
| 17.            | "Young Love"                | 1:34    |  |
| 18.            | "Meg's Dress"               | 4:26    |  |
| 19.            | "Carriage Ride"             | 1:48    |  |
| 20.            | "Laurie"                    | 0:55    |  |
| 21.            | "The Letter"                | 1:45    |  |
| 22.            | "Snow in the Garden"        | 2:39    |  |
| 23.            | "Jo Writes"                 | 3:49    |  |
| 24.            | "Amy, Fred, Meg & John"     | 3:48    |  |
| 25.            | "Dr March's Daughters"      | 4:46    |  |
| Duração total: | Duração total:              | 63:42   |  |

## Lançamento
A 19 de junho de 2019, a Vanity Fair lançou as primeiras fotografias do filme, com o trailer oficial a ser lançado a 13 de agosto. Little Women teve a sua estreia mundial no Museu de Arte Moderna em Nova Iorque, a 7 de dezembro de 2019, e foi também exibido para abrir o Festival Internacional de Cinema do Rio de Janeiro a 9 de dezembro. Foi lançado nos cinemas dos Estados Unidos a 25 de dezembro de 2019, pela Sony Pictures Releaseasing. A Deadline Hollywood informou que a Sony gastou cerca de 70 milhões de dólares na promoção do filme.
Little Women foi originalmente programada para uma estreia teatral na China a 14 de fevereiro de 2020, mas esta foi adiada devido à pandemia de COVID-19. O filme foi lançado digitalmente a 10 de março de 2020, e em DVD e Blu-ray a 7 de abril. Em maio, a Variety relatou que se procurava um lançamento na China numa data não especificada após a pandemia. O filme foi lançado na Dinamarca e no Japão em junho, após ambos os países terem reaberto os seus teatros após os confinamentos pandémicos. Foi eventualmente lançado na China a 25 de agosto de 2020.

## Recepção

### Bilheteria
Little Women rendeu 108,1 milhões de dólares nos Estados Unidos e Canadá, e 110,7 milhões de dólares nos outros países, para um total mundial de 218,8 milhões de dólares, face a um orçamento de produção de 40 milhões de dólares. Em abril de 2020, a Deadline Hollywood calculou lucro líquido do filme como sendo de 56 milhões de dólares.
Nos Estados Unidos e Canadá, o filme foi lançado ao mesmo tempo que Spies in Disguise e da expansão de Uncut Gems, e foi projetado render um lucro bruto de 18-22 milhões de dólares em 3.308 cinemas durante o seu fim de semana de abertura e nos cinco dias seguintes. Ganhou $6,4 milhões no dia de Natal e $6 milhões no seu segundo dia, e passou para $16,8 milhões (um total de $29,2 milhões durante o período de cinco dias de Natal), terminando em quarto lugar atrás dos dois filmes acima mencionados e Frozen 2. No seu segundo fim de semana, o filme rendeu 13,6 milhões de dólares, terminando em terceiro lugar. Depois rendeu $7,8 milhões e $6,4 milhões, respetivamente, nos fins de semana seguintes.
Em junho de 2020, o filme rendeu $495.000 e $255.000 durante o seu fim de semana de abertura no Japão e o seu segundo fim de semana na Dinamarca, respetivamente. Nesse mesmo mês, passou $100 milhões na bilheteira internacional, na sequência de lançamentos em 12 outros mercados. O filme ganhou $4,7 milhões durante os primeiros seis dias do seu lançamento em agosto de 2020 na China.

### Resposta da crítica
No website do agregador de análises Rotten Tomatoes, o filme tem uma classificação de aprovação de 95% com base em 415 análises, com uma classificação média de 8,60/10. O consenso dos críticos do website dizem que: "Com um elenco estelar e uma recontagem inteligente e sensível do seu material de origem clássico, o Little Women de Greta Gerwig prova que algumas histórias são verdadeiramente intemporais". No Metacritic, tem uma pontuação média ponderada de 91 em 100, baseada em 57 críticos, indicando "aclamação universal". As audiências inquiridas pela CinemaScore deram ao filme uma nota média de "A-" numa escala de A+ a F, e os espetadores inquiridos pela PostTrak deram-lhe uma média de cinco em cada cinco.
Escrevendo para o IndieWire, Kate Erbland salientou a "ambiciosa narrativa elíptica de Gerwig" e elogiou a sua direção por não ser "mão pesada" nem "pregada". Anthony Lane do The New Yorker disse que "pode ser simplesmente o melhor filme já feito por uma mulher americana". A Lindsey Bahr da Associated Press também elogiou a direcção de Gerwig, considerando-a um "feito espantoso" e uma "declaração de artista". Ao premiar o filme três e meio em cada quatro, Brian Truitt do USA Today elogiou a escrita de Gerwig como "magnífica" e disse que "faz com que o tempo e a linguagem de Alcott se sintam efervescentemente modernos e autenticamente nostálgicos". Mick LaSalle, escrevendo para o San Francisco Chronicle, fez uma crítica mista ao filme, na qual elogiou a direção de Gerwig mas criticou a linha temporal não linear e as personagens "pretensiosas".
Os críticos elogiaram as atuações do elenco, com David Rooney do The Hollywood Reporter a destacar o "belo trabalho em conjunto", e Alonso Duralde do TheWrap a dizer que não houve "um único momento artificial" de nenhum dos atores. Caryn James da BBC Online chamou à atuação de Ronan "luminosa", e Leah Greenblatt da Entertainment Weekly sugeriu que ela "carrega quase todas as cenas em que se encontra". David Sims do The Atlantic destacou a atuação de Pugh, escrevendo que ela transformou a sua personagem numa "heroína tão rica e convincente como [a de Ronan]", enquanto Clarisse Loughrey, do The Independent, afirmou que Pugh "consegue roubar o espetáculo". Na sua crítica para a NPR, Justin Chang saudou tanto a atuação de Ronan como a de Pugh como "impressionantemente boa". Chalamet foi também elogiado por Peter Travers da Rolling Stone e Ann Hornaday do The Washington Post pelo "encanto inato e vulnerabilidade pungente", bem como pela "fisicalidade lúdica" na sua atuação.
Apesar de o filme ter recebido seis indicações para o Óscar, Gerwig não foi indicada para Melhor Diretor(a), o que foi considerado indecente. Allison Pearson do The Telegraph classificou este acontecimento como um "padrão totalmente novo de idiotice", dizendo que "desvaloriza a experiência das mulheres", enquanto Dana Stevens do Slate teorizou que os membros da Academia acreditam que "as mulheres só podem ter um pouco de reconhecimento, como um deleite" e que Gerwig "pode agora ser ignorada em segurança", uma vez que ela fora anteriormente nomeada para Lady Bird. Escrevendo para o Los Angeles Times, os psicólogos sociais Devon Proudfoot e Aaron Kay concluíram que a indelicadeza se devia a uma "tendência psicológica geral de considerar involuntariamente o trabalho das mulheres como menos criativo do que o dos homens".

### Prêmios e indicações
Nos Óscar 2020, Little Women recebeu seis indicações, incluindo para Melhor Filme, Melhor Atriz (Ronan), Melhor Atriz Coadjuvante (Pugh), e Melhor Roteiro Adaptado, e ganharam por Melhor Figurino. O filme também recebeu nove indicações no 25.º Critics' Choice Movie Awards, ganhando Melhor Roteiro Adaptado, cinco indicações no BAFTA 2020, e duas nos Prémios Globo de Ouro de 2020. Foi escolhido pelo American Film Institute como um dos dez melhores filmes do ano.
| Prémio/evento      | Categoria                     | Recipiente        | Resultado |
| ------------------ | ----------------------------- | ----------------- | --------- |
| Oscar 2020         | Melhor filme                  | Amy Pascal        | Indicado  |
| Oscar 2020         | Melhor atriz                  | Saoirse Ronan     | Indicado  |
| Oscar 2020         | Melhor atriz coadjuvante      | Florence Pugh     | Indicado  |
| Oscar 2020         | Melhor roteiro adaptado       | Greta Gerwig      | Indicado  |
| Oscar 2020         | Melhor trilha sonora original | Alexandre Desplat | Indicado  |
| Oscar 2020         | Melhor figurino               | Jacqueline Durran | Venceu    |
| Globo de Ouro 2020 | Melhor atriz - drama          | Saoirse Ronan     | Indicado  |
| Globo de Ouro 2020 | Melhor trilha sonora original | Alexandre Desplat | Indicado  |
| BAFTA 2020         | Melhor atriz                  | Saoirse Ronan     | Indicado  |
| BAFTA 2020         | Melhor atriz coadjuvante      | Florence Pugh     | Indicado  |
| BAFTA 2020         | Melhor roteiro adaptado       | Greta Gerwig      | Indicado  |
| BAFTA 2020         | Melhor trilha sonora original | Alexandre Desplat | Indicado  |
| BAFTA 2020         | Melhor figurino               | Jacqueline Durran | Venceu    |